# Вайда Габор Іванович
Га́бор Іва́нович Ва́йда (* 11 травня 1944, Ужгород) — український радянський футболіст угорського походження. Воротар, виступав, зокрема за «Зеніт» (Ленінград) і «Карпати» (Львів). Майстер спорту СРСР (1967).

## Життєпис
1945 року батько майбутнього футболіста загинув на війні. Мати залишилася сама з двома дітьми, переїхала до чоловікової родини — в містечко Тячів. Саме там майбутній воротар і зробив свої перші футбольні кроки. У 13 років вперше став у ворота дорослої команди свого містечка: на виїзд у сусіднє Королево не зміг прибути їхній основний воротар, бо була саме Пасха і дружина заборонила футболістові їхати з дому.
Закінчив лісотехнічний факультет Ужгородського університету (1962) і Ленінградську лісотехнічну академію ім. С. Кірова (1967).
Грав за «Іскру» (Тячів) (1957–1960), «Карпати» (Рахів) (1961–1963), «Автомобіліст» (Ленінград) (1963–1966), «Більшовик» (Ленінград) (1967), «Зеніт» (Ленінград) (1968–1969) і «Карпати» (Львів) (1970–1973). У грі відзначався розсудливістю та надійністю.
З 1990 року працює в клубі «Карпати» (Львів). Бере активну участь у ветеранському футболі, працює інспектором на матчах чемпіонату Львівської області з футболу і чемпіонату України з футзалу. Живе у Львові.